# Immanuelskyrkan, Borås

Immanuelskyrkans Missionsförsamling är ansluten till Equmeniakyrkan. Församlingen bildades 1878 och samma år uppfördes första missionshuset på Lidaholm. En ny kyrka uppfördes i hörnet av Sturegatan och Kvarngatan och färdigställdes i slutet av år 1899. Insamling till en ny kyrka startades 1953 och pågick under många år. Bygget av nuvarande kyrka i centrala Borås påbörjades i september 1969. I mars 1971 var kyrkan färdigställd. Byggnadskomplexet består av kyrka, bostäder och idrottshall.